# Magisches Denken
Magisches Denken bezeichnet in der Psychologie eine Erscheinungsform des Denkens, bei der eine Person annimmt, dass ihre Gedanken, Worte oder Handlungen Einfluss auf ursächlich nicht verbundene Ereignisse nehmen, solche hervorrufen oder verhindern können. Herkömmliche Regeln von Ursache und Wirkung werden ignoriert.
Magisches Denken wird häufig als normaler Teil der kindlichen Entwicklung und im Zusammenhang mit psychischen Störungen beobachtet. In der Anthropologie steht magisches Denken für magische Vorstellungen, die sich mit übernatürlichen Mächten beschäftigen und sich in Ritualen äußern, die dem Wohl der Gemeinschaft dienen sollen.

## Magisches Denken in Stammeskulturen
Der Anthropologe Edward Burnett Tylor prägte den Begriff „assoziatives Denken“ als eine Form des vorrationalen, magischen Denkens, das noch immer in Stammeskulturen zu beobachten ist. Die Grundannahme besteht darin, dass zwei Gegenstände aufgrund ähnlicher Gestalt aufeinander Einfluss nehmen können. Zum Beispiel reiben die Azande, eine afrikanische Ethnie, Bananenstauden mit Krokodilzähnen ab, um ihre Erträge zu sichern. Da Krokodilzähne wie Bananen gekrümmt sind und nachwachsen, sobald sie ausfallen, glauben die Azande, dass die Krokodilzähne ihre positiven Eigenschaften durch Reibung auf die Stauden übertragen können.

## Magisches Denken im Umfeld psychischer Störungen
Im Erwachsenenalter kann magisches Denken Teil mehrerer abgeschwächter psychotischer Symptome sein, jedoch ist nicht jede Form von magischem Denken psychotisch. In den DSM-IV-Kriterien der schizotypischen Persönlichkeitsstörung werden Beziehungsideen, eigentümliche Vorstellungen oder magisches Denken sowie ungewöhnliche Wahrnehmungserlebnisse, eine eigenartige Denk- und Sprechweise sowie paranoide Ideen genannt.
Im Rahmen von Zwangsstörungen ist magisches Denken häufig zu beobachten und Auslöser für starke Ängste und Spannungszustände, die zu Zwangshandlungen führen. Im Unterschied zur paranoiden Überzeugtheit steht bei Zwangsstörungen der Zweifel im Vordergrund.

## Magisches Denken in der Kindheitsentwicklung
Ein Teil der Entwicklungspsychologen sieht in Anlehnung an Jean Piaget („Egozentrismus“) magisches Denken als eine archaische Denkform der animistisch-magischen Entwicklungsphase des zwei- bis fünfjährigen Kindes. Piaget spricht auch vom präoperationalen Denken des Kleinkindes.
Als Vorstufe des rationalen Denkens tritt bei Kindern magisches Denken etwa in Form des Glaubens an Wirkungen von Zauberei, Beschwörungen oder Wunschdenken auf.

## Annahmen bei magischem Denken
Thomas Grüter nennt als Charakteristika magischen Denkens die (hier vereinfacht wiedergegebenen) Annahmen,
- es gebe übernatürliche Fernwirkung;
- Gegenstände könnten Eigenschaften ihrer Besitzer übertragen;
- Dinge, die eine Eigenschaft gemeinsam haben, seien auch in anderem ähnlich (vgl. beispielsweise Homöopathie,  Signaturenlehre oder Analogiezauber);
- man könne die Außenwelt durch Worte, Formeln, Sprüche oder bloße Gedanken beeinflussen;
- die Zukunft sei vorhersehbar, bestimmte Dinge oder Vorgänge hätten eine Vorbedeutung, auch ohne Verbindung mit künftigen Ereignissen;
- Symbole, zum Beispiel Amulette, hätten eine Wirkung;
- bestimmte Menschen hätten übernatürliche Kräfte oder könnten Wesen mit solchen Kräften in ihren Dienst zwingen;
- Geister, Götter oder Geheimgesellschaften könnten voneinander getrennte Ereignisse oder Phänomene verbinden.